# 15625 Agrawal
15625 Agrawal este o planetă minoră (asteroid) din centura de asteroizi. A fost descoperită pe 27 aprilie 2000 la Experimental Test Site⁠(d) de Lincoln Near-Earth Asteroid Research. 
Obiectul prezintă o orbită caracterizată de o semiaxă mare de 2,5805173 UAi, o excentricitate de 0,1356448, o înclinație de 15,54852 ° în raport cu ecliptica.